# Filippo De Luigi
Filippo De Luigi (Venezia, 26 ottobre 1938 – Pergola, 15 luglio 2020) è stato un regista italiano.
Fu anche documentarista, produttore, sceneggiatore.

## Biografia
Figlio di Mario De Luigi e di Rosanna Quarti di Trevano, Filippo De Luigi intraprese la carriera di attore a Roma, lavorando anche nel film I sovversivi dei fratelli Taviani, nel ruolo di Luciano. Lavorò con il padre girando il documentario Tancredi, premiato al Festival Internazionale del Film sull'Arte di Asolo.
De Luigi iniziò come assistente alla regia per il teatro per poi passare, dal 1960, alla televisione dove si occupò di telegiornali, programmi culturali, reportage, video musicali e serie TV. 
Subito dopo iniziò a collaborare con la Rai, girando un documentario sulla Russia del poeta Majakóvskij e dirigendo alcuni spot pubblicitari.
Esordì alla regia nel 1992, dirigendo Errore fatale, un film TV drammatico che racconta la storia di un giornalista a cui era stato erroneamente diagnosticato l'AIDS.
Il suo nome è legato al personaggio di Giorgia Basile detta "Giò", una ginecologa di un ospedale pubblico interpretata da Barbara D'Urso. L'esordio del film TV La dottoressa Giò - Una mano da stringere risale al novembre 1995, da questo film è stata tratta in seguito la serie televisiva La dottoressa Giò, andata in onda per due stagioni (1997 e 1998) su Rete 4.
Filippo De Luigi visse i suoi ultimi anni a Pergola, nelle Marche, con la compagna Kety Grillet. Morì a causa di un incidente con il suo cane che, correndo improvvisamente, lo fece cadere bruscamente a terra.

## Filmografia parziale

### Regia televisiva
- Errore fatale (1992)
- Azzurro profondo (1993)
- La dottoressa Giò - Una mano da stringere (Canale 5, 1995)
- La dottoressa Giò (Rete 4, 1997-1998)